# Balacra compsa
Balacra compsa är en fjärilsart som beskrevs av Jordan 1904. Balacra compsa ingår i släktet Balacra och familjen björnspinnare. Inga underarter finns listade i Catalogue of Life.